# عبد المجيد عبد الله (لاعب كرة قدم)
عبد المجيد عبد الله الزهراني (مواليد 2 نوفمبر 1991) هو لاعب كرة قدم سعودي لعب سابقاً في نادي قلوة.